# 香港邊城青年

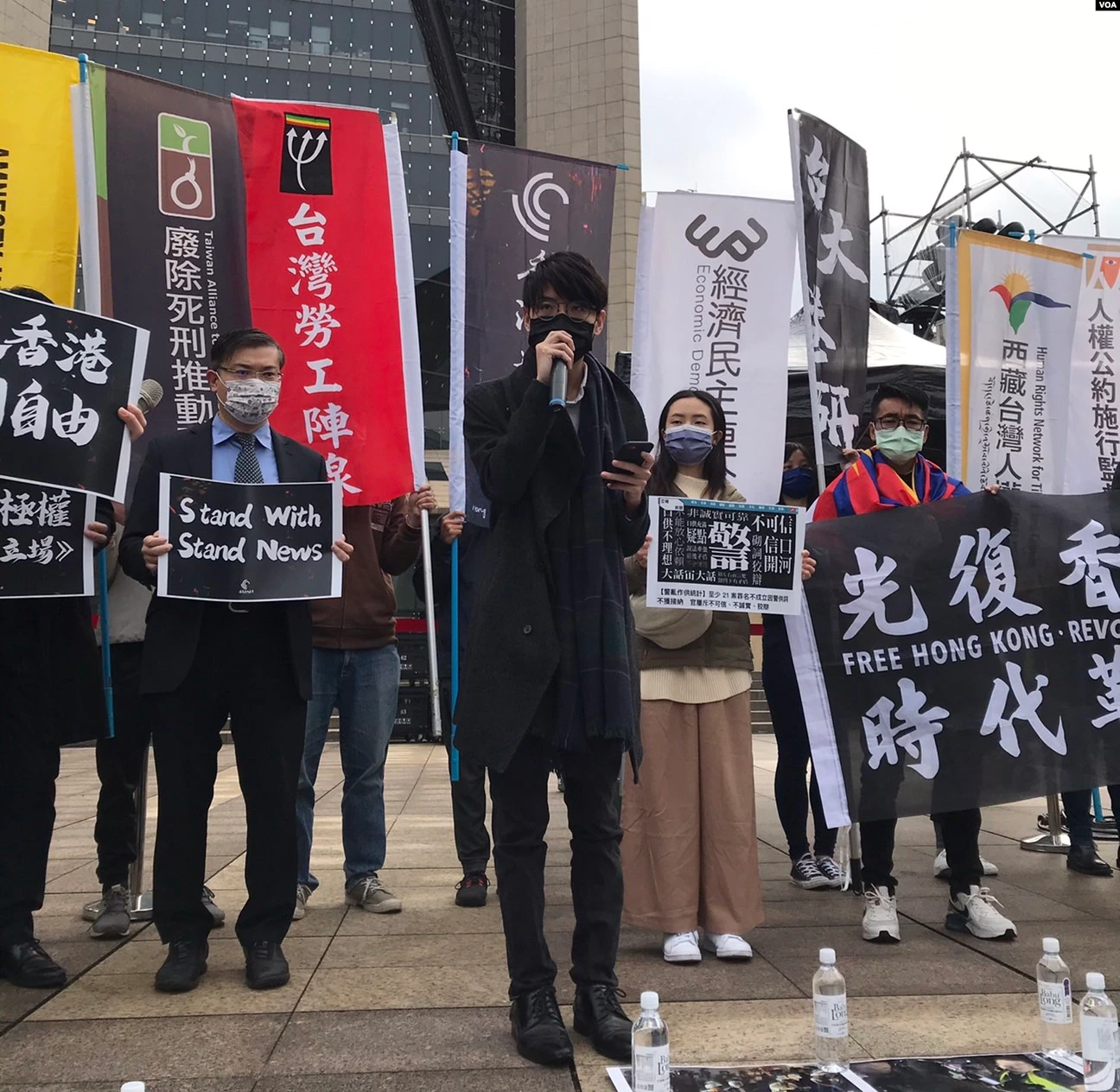
位于台北的香港边城青年执行委员冯诏天在“声援香港新闻自由、抗议极权清算《立场》”记者会

香港邊城青年（英語：Hong Kong Outlanders）是一個由在台港人所發起的團體，前身為「在台港生及畢業生逃犯條例關注組」，成立於2019年7月29日。2021年9月13日在台灣立案為人民團體。

## 聲援香港行動
- 香港邊城青年於2019年7月於台灣募得600頂安全帽，並運送到香港，供參與香港反送中的群眾做為抗爭裝備[3]。
- 2019年8月1日，邱威傑、黃郁芬、林穎孟、苗博雅、陳怡君、林亮君、王閔生、吳沛憶、鍾佩玲、黃珊珊10名台北市跨黨派議員，合法申請新生南路與羅斯福路口地下道使用權，並交由香港邊城青年管理，用作連儂牆的用途[4]。

- 2019年8月11日，香港邊城青年等民間團體在台北市中央藝文公園舉辦「挺人權 撐香港 護民主」活動，於現場設置連儂牆讓民眾聲援香港反送中活動[5]。

- 2019年8月17日，香港邊城青年與桃園的桃力發展協進會於桃園的G10貨櫃創意市集，舉辦連儂牆與募集物資活動，聲援香港反送中運動[6]。
- 2019年8月30日，與臺灣青年民主協會、臺灣學生聯合會、臺灣高中職學生共同發起「全民連儂 · 遍地開花」活動[7]。
- 2019年9月2日，參與「台港學生共患難，我們一起去上課」記者會，與臺灣學生聯合會、國立東華大學學生會、臺灣藝術大學學生會、臺灣公民陣線、獨立青年陣線等團體到陸委會門口陳情[8]。
- 2021年7月1日，香港邊城青年facebook專頁暫停運作。[9]
- 不詳：香港邊城青年facebook專頁恢復運作。

## 外部連接
- 香港邊城青年的Facebook專頁